# Kappa Geminorum
Désignations
Kappa Geminorum (κ Gem / κ Geminorum) est une étoile binaire de la constellation des Gémeaux. Sa magnitude apparente est de 3,57. D'après la mesure de sa parallaxe annuelle par le satellite Hipparcos, le système est situé à environ 141 années-lumière de la Terre. Il s'éloigne du Système solaire à une vitesse radiale de +20 km/s
Kappa Geminorum est une étoile binaire astrométrique. Sa composante primaire est une étoile géante jaune de type spectral G8III-IIIb. Sa température de surface est d'environ 5 000 K et elle est 80 fois plus lumineuse que le Soleil. Le compagnon est une étoile de magnitude apparente 8,20 située à sept secondes d'arc de l'étoile primaire.